# Assemblée générale de Géorgie
Pour les autres articles nationaux ou selon les autres juridictions, voir Assemblée générale (homonymie).
Capitole de l'État de Géorgie, Atlanta
La Georgia General Assembly (que l'on peut traduire en français par « Assemblée générale de Géorgie ») est la législature de l'État de Géorgie. Elle est composée de deux chambres détentrices du pouvoir législatif, la Chambre des représentants (180 membres) et le Sénat de Géorgie (56 membres) qui se réunissent au Capitole de l'État de Géorgie à Atlanta. Elle fut créée en 1777, pendant la Révolution américaine. Elle siégea en plusieurs villes dont la première fut Savannah, puis Augusta, Louisville, Milledgeville et finalement Atlanta dès 1868.
Les représentants doivent avoir au moins 21 ans, être citoyens de l'État depuis au moins deux ans et être résidents de leur district pendant au moins un an. Les sénateurs doivent avoir 25 ans, être citoyens depuis deux ans et vivre dans le district qu'ils représentent depuis au moins un an. Le Sénat compte 56 membres, tandis que la Chambre des représentants en compte 180. Les membres de chaque organisme siègent pendant deux ans, mais il n'y a aucune limite quant au nombre de fois où ils peuvent être réélus.

## Source
- Arnold Fleischmann et Carol Pierannunzi, Politics in Georgia, Athens : University of Georgia Press, 1997.  (ISBN 978-0-8203-1910-0)